# Harriet Brooks
Harriet Brooks, född 2 juli 1876 i Exeter i Ontario, död 17 april 1933, var en kanadensisk fysiker som var den första kvinnliga kärnfysikern i Kanada och en av pionjärerna inom detta forskningsfält. 1901 var hon också den första kvinnan som fick en masterexamen från McGill University. Hon är mest känd för sitt arbete inom nukleära transmutationer och radioaktivitet. Ernest Rutherford som handledde hennes examensarbete jämförde hennes talang med Marie Curie. Hon var bland de första personerna att upptäcka radon och försökte bestämma dess massa.

## Biografi
Harriet Brooks föddes i Exeter, Ontario år 1876 och tog en filosofie kandidatexamen i matematik och naturfilosofi vid McGill universitetet år 1898. 
Direkt efter sin examen började Brooks arbeta för Ernest Rutherford, och blev hans första student. De arbetade främst inom området elektricitet och magnetism, vilket blev ämnet för hennes masteruppstats år 1901. Hon blev då den första kvinnan att erhålla en master vid McGill. 
Efter arbetet med Rutherford utförde Brooks experiment där hon undersökte processerna för radioaktivt sönderfall av torium. Dessa experiment var betydelsefulla för utvecklingen av kärnfysiken.
Under en kort tid arbetade Brooks under handledning av Marie Curie.
Brooks dödsruna som publicerades av New York Times den 18 april 1933, noterade att hon hade avlidit föregående dag i Montreal vid "57 års ålder". Dödsorsaken angavs som "blood disorder", förmodligen leukemi orsakad av bestrålning.